# Spilogona varsaviensis
Spilogona varsaviensis este o specie de muște din genul Spilogona, familia Muscidae, descrisă de Johann Andreas Schnabl în anul 1911. Conform Catalogue of Life specia Spilogona varsaviensis nu are subspecii cunoscute.